# Michał Suțu
Michał Suțu (rum. Mihai Suțu; zm. 1803) – hospodar Wołoszczyzny, w latach 1783–1786, 1791–1792 i 1801–1802, oraz hospodar Mołdawii w latach 1792–1795, z rodu Suțu.

## Biografia
Michał, pochodzący z możnego rodu fanariockiego przed objęciem tronów hospodarskich w krajach rumuńskich pełnił ważne funkcje na dworze sułtańskim, sięgając po prominentne stanowisko tłumacza. W 1783, po odsunięciu podejrzanego o sprzyjanie Rosji Mikołaja Caradjy został osadzony przez Turków na tronie wołoskim. W 1791 ponownie został mianowany hospodarem wołoskim, pod koniec wojny rosyjsko-tureckiej. Zajął miejsce Mikołaja Mavrogheniego, straconego na rozkaz sułtański. W tym okresie cofnął m.in. ulgi podatkowe jakie poddanym nadał jego poprzednik. W 1792 został przeniesiony na kilka lat na tron mołdawski.
Ostatnie panowanie Michała na Wołoszczyźnie przypadło na okres szczególnego upadku Wołoszczyzny - w 1802 łupił ją bezlitośnie zbuntowany przeciw sułtanowi pasza Widynia, zmuszając wielu jej mieszkańców do ucieczki do austriackiego Siedmiogrodu. Zbiegł wówczas także sam hospodar, co spowodowało jego usunięcie z tronu.
Michał podczas swych rządów w księstwach naddunajskich nawiązał kontakty z rozwijającym się w Rosji greckim stowarzyszeniem niepodległościowym Filiki Eteria, które planowało wielkie powstanie chrześcijańskich ludów zamieszkujących europejską część imperium przeciwko Turkom.